# Айстра волове око
Айстра волове око, айстра степова (Aster amellus) — вид рослин з родини айстрових (Asteraceae), поширений у Європі, Туреччині, Кавказі, Сибіру.

## Опис
Багаторічна рослина 25–60 см заввишки. Рослина зелена, розсіяно запушена. Листочки обгортки на верхівці здебільшого тупі, на краю з червоним плівчастим обрамленням, на спинці майже голі.

## Поширення
Поширений у Європі, Туреччині, Кавказі, Сибіру; також культивується.
В Україні вид зростає на степових схилах, кам'янистих і вапнякових місцях, чагарниках — у лісових районах і Лісостепу, переважно в південно-західній частині (на захід від Дніпра), на крайньому південному заході Степу, а також у Тернопільській та Волинській областях.

## Галерея

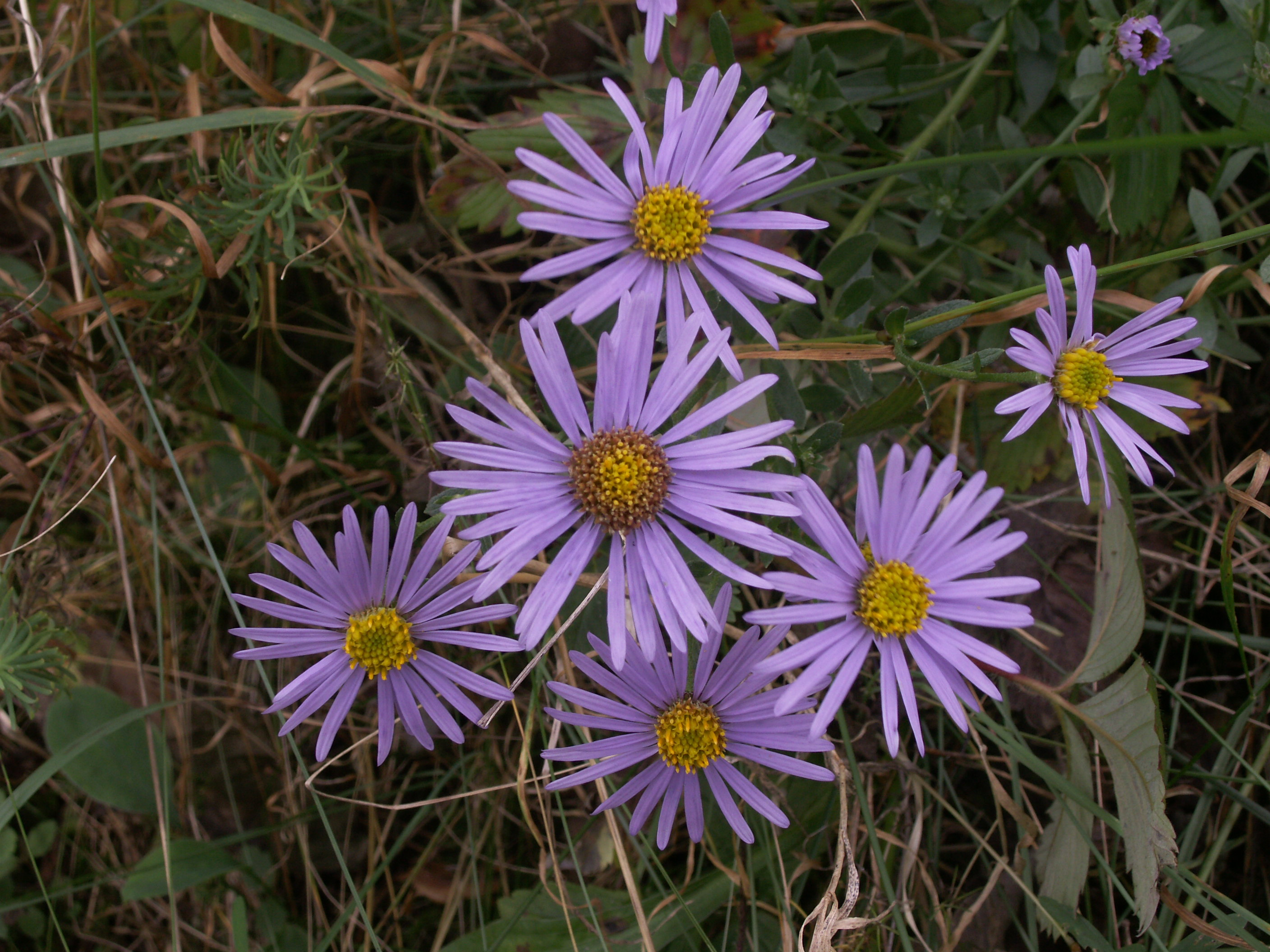
суцвіття
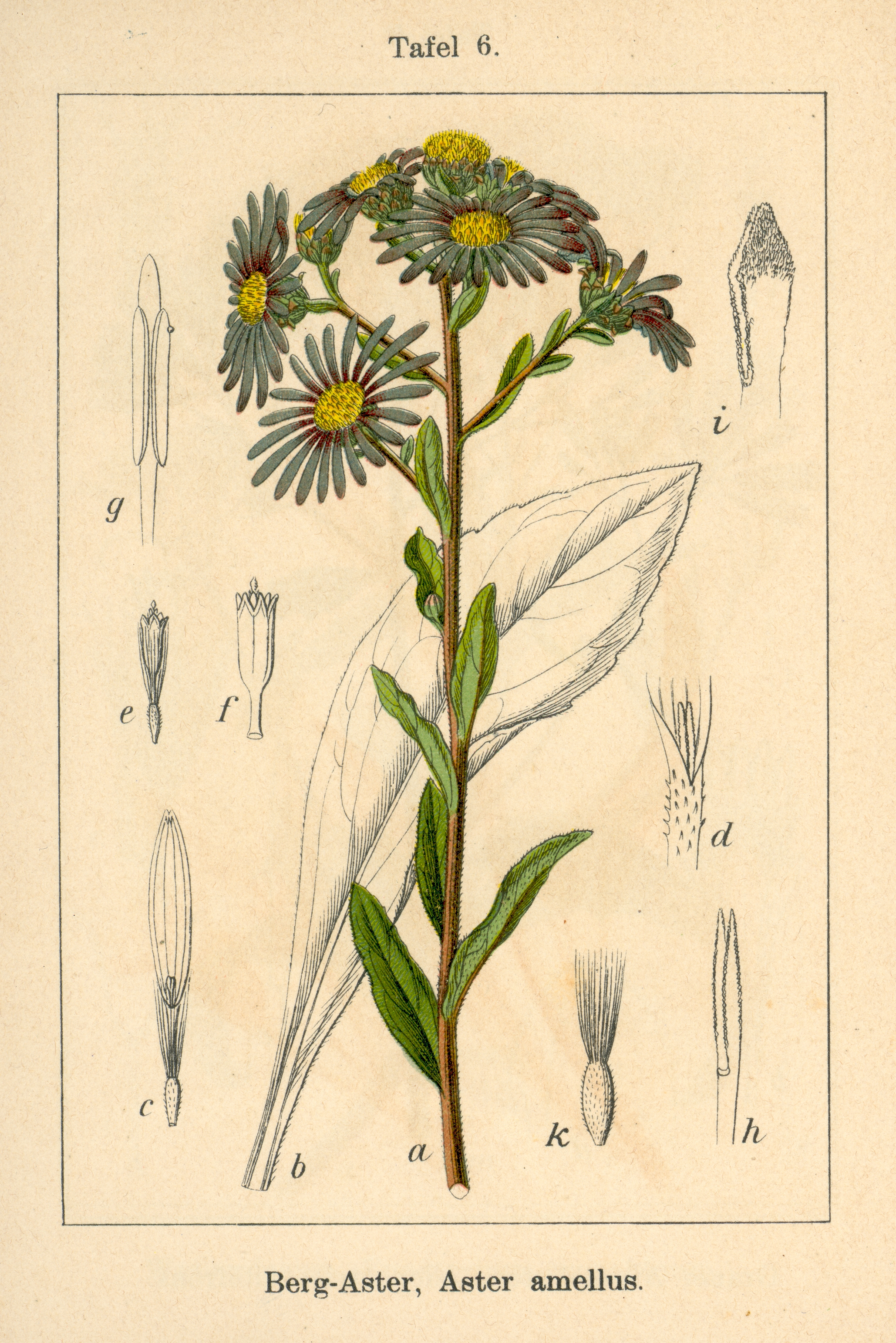
ілюстрація